# Stanisław Kępiński
Stanisław Kępiński (ur. 11 listopada 1867 w Bochni, zm. 25 marca 1908 w Zakopanem) – polski matematyk, profesor Uniwersytetu Jagiellońskiego, dziekan i rektor Szkoły Politechnicznej we Lwowie 1903–1904 poseł-wirylista Sejmu Krajowego Galicji VIII kadencji.

## Życiorys
Wcześnie stracił rodziców. Naukę rozpoczął w gimnazjum w Bochni i kontynuował w CK III Gimnazjum im. Króla Jana Sobieskiego w Krakowie, gdzie zdał maturę w 1885. W latach 1885–1889 studiował matematykę, fizykę i astronomię na Wydziale filozoficznym Uniwersytetu Jagiellońskiego. W 1890 roku za rozprawę "O równaniach różniczkowych rzędu 2-go" otrzymał stopień doktora filozofii. Za tę i inne prace otrzymał stypendium z Fundacji Klimkowskiego, które pozwoliło mu na wyjazd do Getyngi. Studiował tam pod kierunkiem profesorów F. Kleina i H.A.Schwarza.
W 1892 habilitował się w Krakowie na docenta matematyki na podstawie rozprawy "O całkach rozwiązania równań różniczkowych zwyczajnych liniowych jednorodnych rzędu drugiego" i po śmierci prof. Mariana Baranieckiego wykładał na Uniwersytecie jednocześnie ucząc w szkole realnej. W 1896 otrzymał nominację na profesora nadzwyczajnego. W 1899 objął po profesorze Władyslawie Zajączkowskim katedrę matematyki w Politechnice Lwowskiej. W latach 1902/3, 1905/6, 1907/8 pełnił funkcję dziekana Wydziału Inżynierii, a w 1903/4 rektora szkoły.
Popełnił samobójstwo w Zakopanem, gdzie przebywał celem poratowania zdrowia. Został pochowany na Cmentarzu Łyczakowskim we Lwowie. Miał żonę i trzyletnie dziecko.

## Publikacje
- Podręcznik równań różniczkowych ze szczególnym uwzględnieniem potrzeb techników i fizyków (1907)
- Wykłady matematyki : równania różniczkowe